# Visión de un artista mexicano sobre Francia
Visión de un artista mexicano sobre Francia es un mural localizado en la estación Bellas Artes del Metro de la Ciudad de México. El mural representa, como indica el título, distintas etapas de la historia de Francia, sus personajes ilustres y sus campos, de los que nace el pueblo francés. El tema del mural es un contraste con otro mural en la misma estación, titulado Visión de un artista francés sobre México